# Matjaž Debelak
Matjaž Debelak, slovenski smučarski skakalec, * 27. avgust 1965, Braslovče, Slovenija.   
V svetovnem pokalu je prvič nastopil v sezoni 1985/86. V tej sezoni je bil najboljši osmi na tekmi v Chamonixu, skupno pa je bil na koncu sezone 48. V naslednji sezoni 1986/87 je bil po zaslugi treh uvrstitev med najboljšo deseterico skupno na 20. mestu.
Svoje največje dosežke je dosegel na olimpijskih igrah v Calgaryju leta 1988, ko je posamično na veliki skakalnici osvojil bronasto medaljo, za izjemnim Fincem Nykänenom in Norvežanom Ericom Johnsnom. Na ekipni preizkušnji je skupaj z Primožem Ulago, Miranom Tepešem in Matjažem Zupanom osvojil srebrno medaljo, Debelak pa je v ekipi skakal najboljše. Sezono 1988/89 je zaključil slabše kot sezono poprej, bil pa je trikrat med deseterico. Na svetovnem prvenstvu v Lahtiju je osvojil 6. mesto na mali skakalnici. 
Leta 1990 je zaradi težav s kolenom zaključil kariero smučarskega skakalca. Za nekaj let se je povsem umaknil iz skakalnega športa. K skakalnemu športu ga je zopet pripeljal prvorojeni sin Jaka, ki se je navdušil nad skakalnim športom. Na povabilo mislinjskega skakalnega kluba je leta 2000 pričel profesionalno pot trenerja mladih smučarskih skakalcev. Ker pravega posluha za resno delo z mladimi skakalci ni bilo, je po štirih letih službo trenerja opustil. Danes skupaj z ženo Vido vodi trgovino s športno in zaščitno opremo na Ljubnem ob Savinji.
Leta 2013 je bil sprejet v Hram športnih junakov.